# ابراهیم المخینی (بازیکن فوتبال، زاده ۱۹۸۷)
ابراهیم المخینی (عربی: ابراهيم صابر مرزوق المخيني؛ زادهٔ ۱۶ آوریل ۱۹۸۷) بازیکن فوتبال اهل عمان است.
از باشگاه‌هایی که در آن بازی کرده‌است می‌توان به باشگاه فوتبال صور اشاره کرد.
وی همچنین در تیم ملی فوتبال عمان بازی کرده‌است.